# Back Where You Started
Back Where You Started è una canzone registrata dalla cantautrice americana Tina Turner per il suo sesto album in studio da solista del 1986 , Break Every Rule.

## Descrizione
La canzone è stata scritta da Bryan Adams e Jim Vallance e prodotta da Adams e Bob Clearmountain. Secondo Vallance, Turner si è si è rivolta a loro per scrivere una canzone per il suo album Break Every Rule, voleva che la canzone parlasse di tutto tranne che della sua vita. Tuttavia, gli autori hanno scritto la canzone ispirandosi alla sua relazione con Ike Turner. Tuttavia, Turner ha registrato la canzone; Vallance ha suggerito che "semplicemente non se ne è accorta, o le è piaciuta così tanto la canzone che non le importava".
Questa è stata la seconda collaborazione tra Turner e Adams, la prima è stata la hit del 1985 It's Only Love.
La canzone è stata pubblicata come singolo solo in Nord America : nel 1986 negli Stati Uniti (promo) e nel 1987 in Canada. Negli Stati Uniti, la canzone ha raggiunto la top 20 della classifica rock della rivista Billboard. Al 29esimo Grammy Award, Tina ha vinto la categoria Grammy Award alla miglior interpretazione vocale rock femminile.

## Formazione
- Tina Turner — voce
- Bryan Adams — pianoforte acustico, chitarre, cori
- Tommy Mandel — Organo Hammond
- Keith Scott — chitarra solista
- Dave Taylor — basso
- Mickey Curry — batteria
- Jim Vallance — percussioni

## Classifiche
| Classifica (1986-1987)      | Posizione più alta |
| --------------------------- | ------------------ |
| Canada                      | 14                 |
| U.S Mainstream Rock Airplay | 18                 |